# Piotr Morozow
Piotr Iwanowicz Morozow (ros. Пётр Иванович Морозов, ur. 18 września 1908 w Mariinsku w guberni tomskiej, zm. 2 lutego 1977 w Moskwie) – radziecki polityk, członek Centralnej Komisji Rewizyjnej KPZR (1961-1966).
1928 ukończył technikum rolnicze i został zootechnikiem, 1930-1934 studiował na Wydziale Zootechnicznym Instytutu Gospodarki Rolnej w Omsku, 1935 ukończył studia na Wydziale Pedagogicznym tego instytutu. 1934-1936 zootechnik w sowchozie i nauczyciel w technikum w obwodzie nowosybirskim, 1936-1937 w Armii Czerwonej, 1937-1941 dyrektor technikum w obwodzie nowosybirskim. Od 1939 w WKP(b), 1941-1946 zastępca szefa Obwodowego Wydziału Rolniczego w Nowosybirsku, 1946-1947 szef Obwodowego Wydziału Hodowli w Kemerowie, 1947-1949 kierownik Sektora Rady ds. Kołchozów przy Radzie Ministrów ZSRR, 1949-1951 zastępca przewodniczącego Komitetu Wykonawczego Rady Obwodowej w Kemerowie. Od 1951 do maja 1952 I zastępca przewodniczącego Komitetu Wykonawczego Rady Obwodowej w Nowosybirsku, od maja do września 1952 sekretarz Komitetu Obwodowego WKP(b) w Kemerowie, od 27 października 1952 do 4 czerwca 1955 przewodniczący Komitetu Wykonawczego Rady Obwodowej w Kemerowie. Od 26 marca 1955 do czerwca 1957 minister gospodarki rolnej Rosyjskiej FSRR, od 15 sierpnia 1957 do 9 kwietnia 1964 I sekretarz Amurskiego Komitetu Obwodowego KPZR, od 31 października 1961 do 29 marca 1966 członek Centralnej Komisji Rewizyjnej KPZR. Od 1964 I zastępca, później zastępca ministra gospodarki rolnej ZSRR, od 1976 na emeryturze. Deputowany do Rady Najwyższej ZSRR od 4 do 6 kadencji. Odznaczony Orderem Lenina (1958), Orderem Czerwonego Sztandaru Pracy i medalami. Pochowany na cmentarzu Nowodziewiczym.